# Eduard Novotný
Eduard Novotný (23. března 1833 Lotouš u Slaného – 4. ledna 1876 Praha) byl český gymnazijní profesor a jazykovědec, autor učebnic, odborných článků a dalších publikací o latině, řečtině, staročeštině a těsnopisu.

## Život
Od mládí byl velmi nadaný a pracovitý. Studoval na gymnáziích na Starém Městě a Malé Straně v Praze. V roce 1852 byl přijat na univerzitu, kde se zaměřil na jazykovědu. Po jejím absolvování získal místo jako suplující profesor na malostranském gymnáziu. Aby však zdokonalil své znalosti, odjel ještě na stipendium do Bonnu. Stáž pro něj byla velmi podnětná; mimo jiné studoval jazyky Přední Asie u profesora Christiana Lassena. Pak krátce učil na gymnáziu v Prešpurku, ale už roku 1859 se vrátil do Prahy jako řádný profesor malostranského gymnázia. V roce 1873 jej přeložili na staroměstské gymnázium.
Jazykovědné články začal publikovat v roce 1857. V letech 1864–1865 vydával společně s Josefem Dastichem a Františkem Janem Zoubkem vědecký časopis Krok, zaměřený na potřeby středního školství. V něm vedl část linguistickou a filologickou. Psal rovněž hesla pro Riegerův Slovník naučný. Byl jedním z redaktorů Bibliothéky klasiků řeckých a římských, kterou zahájil vysoce ceněným překladem Démosthenových politických projevů. Roku 1868 připravil třetí vydání Květovy staročeské mluvnice, jejíž původní autor zemřel o několik let dříve. Později výrazně vylepšil páté vydání tohoto díla. Po smrti profesora Niederleho byl jmenován pomocným zkušebním komisařem klasických jazyků pro kandidáty na gymnazijní profesory. Stal se i členem zkušební komise pro jednoroční dobrovolníky.
Angažoval se i v oblasti těsnopisu. Psal články o Gabelsbergerově soustavě a působil jako předseda komise, která roku 1864 kodifikovala český těsnopis. Poté se stal vládním zkušebním komisařem. Haličské sdružení stenografů ve Lvově ho přijalo za čestného člena.
Zemřel náhle následkem dlouhodobého onemocnění srdce; nedokončil už připravovanou cvičebnici latiny a výbor básní v sanskrtu. Současníci na něm oceňovali jeho hluboké znalosti a také vlastenectví, skromnost a svědomitost. Pohřben je na malostranském hřbitově.